# Макасарська протока
Макасарська протока — у Тихому океані, між островами Калімантан і Сулавесі; довжина 800 км, ширина 130—370 км; глибина 2458 м; сполучає море Сулавесі з Яванським морем. Порти: Балікпапан, Макасар і Палу (Індонезія).
Течії направлені на південь, взимку посилюються мусоном до 4 км за годину, припливи до 3 м. Береги Калімантан (на заході) низьки, заболочені, з дрібними затоками і кораловими рифами. Береги Сулавесі вирівняні, високі. У протоці розташовано безліч островів, найбільшими з яких є острови Лаут і Себуку на південному заході протоки.
У січні 1942 року, під час Другої світової війни, об'єднані збройні сили США і голландської Ост-Індії намагалися протистояти японської військово-морській операції в протоці. За п'ять днів боїв союзники так і не змогли запобігти японському десанту в Балікпапані, який був першим кроком до окупації острова Калімантан (Борнео).